# Gaultheria rigida
Gaultheria rigida är en ljungväxtart som beskrevs av Carl Sigismund Kunth. Gaultheria rigida ingår i släktet Gaultheria och familjen ljungväxter. Inga underarter finns listade i Catalogue of Life.